# 4418 Фредфранклін
4418 Фредфранклін (4418 Fredfranklin) — астероїд головного поясу, відкритий 9 жовтня 1931 року.
Тіссеранів параметр щодо Юпітера — 3,374.